# Großer Preis der Niederlande 1976
Der Große Preis der Niederlande 1976 (offiziell XXIII Grote Prijs van Nederland) fand am 29. August auf dem Circuit Park Zandvoort in Zandvoort statt und war das zwölfte Rennen der Automobil-Weltmeisterschaft 1976. Das Rennen hatte auch den FIA-Ehrentitel Großer Preis von Europa.

## Berichte

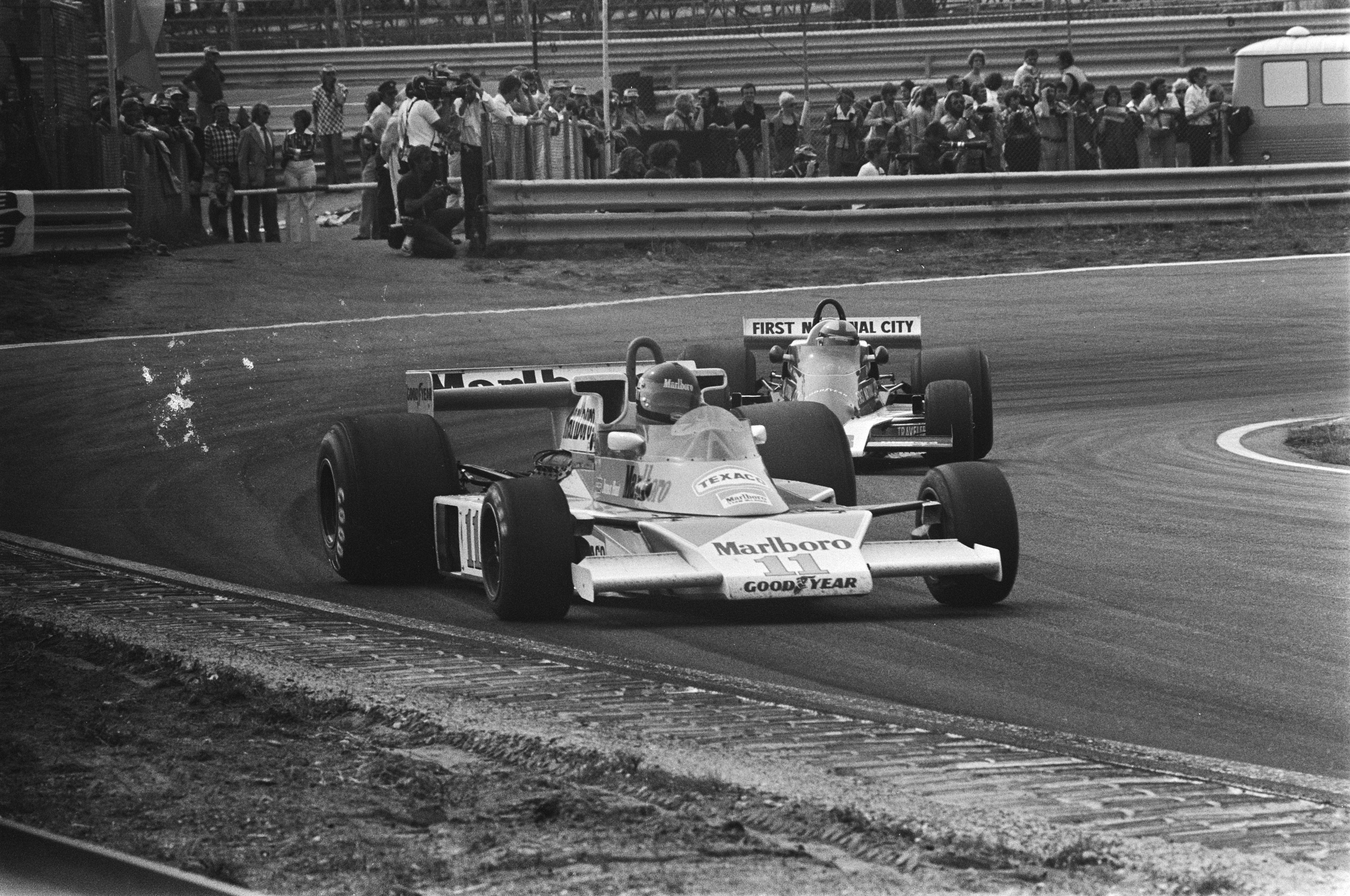
James Hunt vor John Watson

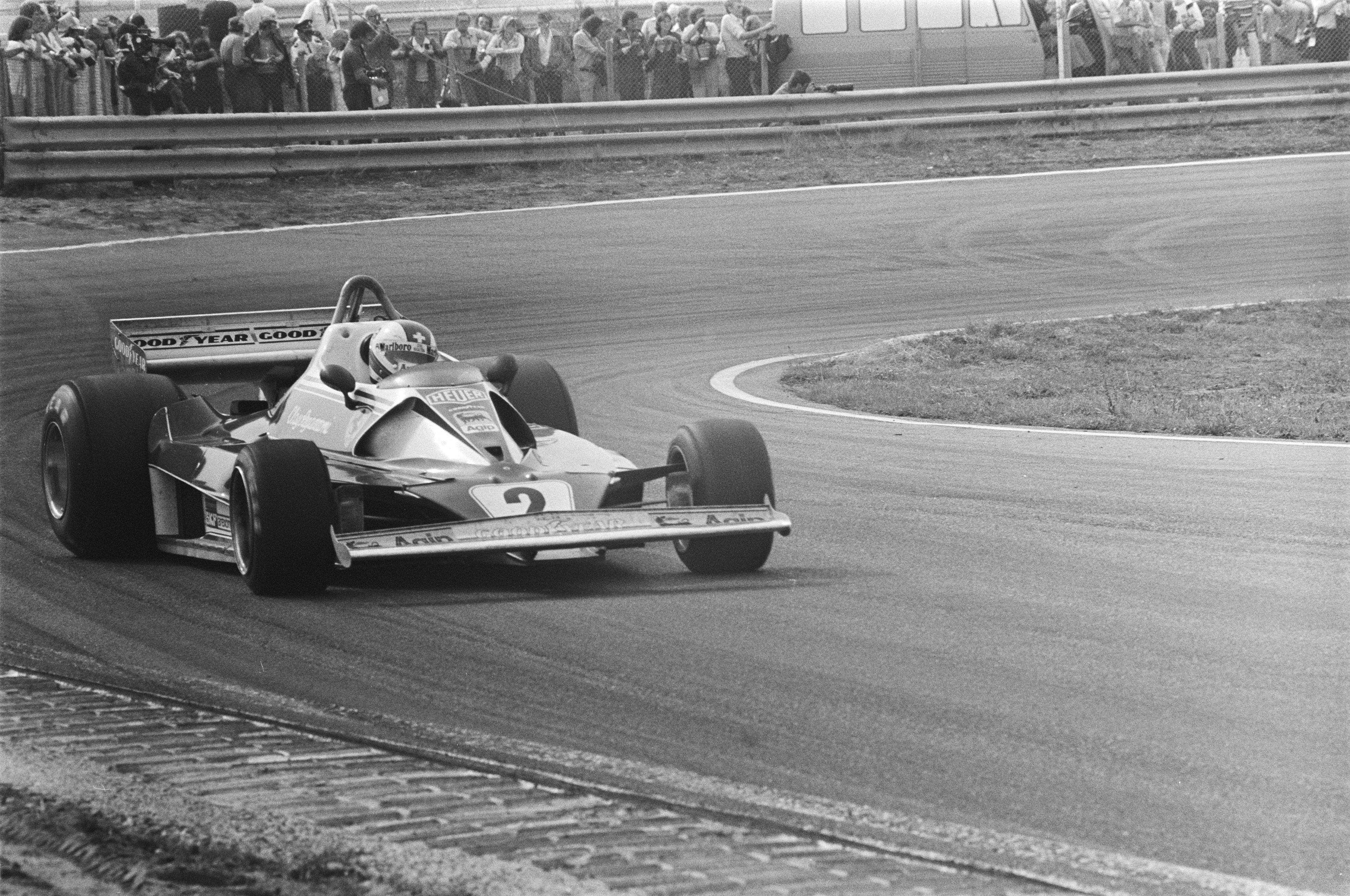
Clay Regazzoni bei der Verfolgung von James Hunt

### Hintergrund
Zwei Wochen nach dem Großen Preis von Österreich und vier Wochen nach Niki Laudas schweren Unfall beim Großen Preis von Deutschland fand der zwölfte WM-Lauf der Saison in Zandvoort statt. Lauda, der die Weltmeisterschaftswertung weiterhin mit deutlichem Vorsprung anführte, befand sich unterdessen auf dem Weg der Besserung. Er durfte das Krankenhaus verlassen und bereitete sich in seiner Heimat Salzburg bereits langsam auf sein Comeback vor. Die schnelle Genesung seines Fahrers sowie die Tatsache, dass man auch die Konstrukteurs-Weltmeisterschaft anführte, veranlasste Enzo Ferrari dazu, wieder ins Geschehen einzugreifen und einen Wagen für Clay Regazzoni zum Holland-GP anzumelden.
McLaren plante an diesem Wochenende den ersten Einsatz eines neuen Wagens vom Typ M26, den es unter Rennbedingungen zu testen galt. James Hunt entschied sich, zunächst weiterhin mit dem ausgereiften M23 anzutreten und überließ seinem Teamkollegen Jochen Mass die Entwicklungsarbeit. Shadow brachte mit dem DN8 ebenfalls ein Exemplar eines neuen Wagens an die Rennstrecke, welches von Tom Pryce pilotiert wurde, während Jean-Pierre Jarier mit dem herkömmlichen DN5B an den Start ging.
Surtees-Stammfahrer Brett Lunger pausierte an diesem Wochenende und wurde durch den Gaststarter Conny Andersson ersetzt, der somit zu seinem ersten und einzigen Grand-Prix-Einsatz kam. Auf der Suche nach einem neuen Ensign-Stammpiloten wurde man auf den ehemaligen Wolf-Fahrer Jacky Ickx aufmerksam und engagierte ihn für den Rest der Saison. Guy Edwards, der verletzungsbedingt ausfiel, wurde bei Hesketh Racing von Rolf Stommelen vertreten.
Nach einer Pause von vier Rennen nahm das Team HB Bewaking Systems erstmals seit dem Großen Preis von Schweden wieder an einem Grand Prix teil. Als Fahrer des Teams, welches sein Heimrennen bestritt, wurde Larry Perkins beibehalten. Unter dem Namen F&S Properties nahm ein weiteres niederländisches Privatteam an dem Rennwochenende teil. Als Fahrer eines gekauften Penske PC3 wurde der ebenfalls einheimische Debütant Boy Hayje engagiert.
Jarier bestritt seinen 50. Grand Prix.
Aufgrund rechtlicher Konflikte mit dem bisherigen Hauptsponsor Tissot verzichtete das Team RAM Racing auf die Teilnahme.

### Training
Ronnie Peterson sicherte sich zum ersten Mal seit dem Großen Preis von Argentinien 1974 und zum einzigen Mal in der Saison 1976 die Pole-Position. Hunt im alten McLaren folgte vor Pryce im neuen Shadow und Österreich-Sieger John Watson. Regazzoni und Mario Andretti bildeten die dritte Startreihe.

### Rennen
Peterson übernahm zunächst die Führung, während Watson den vom zweiten Platz gestarteten Hunt vom zweiten Rang verdrängen konnte. Es folgte Andretti vor Pryce. Aufgrund von Handlingproblemen konnte sich Peterson nicht von Watson absetzen. Dieser startete daraufhin mehrere Überholversuche. In der zweiten Runde geriet er dabei neben die Ideallinie, was von Hunt genutzt wurde, um auf den zweiten Platz zu gelangen. In der folgenden Runde fiel Peterson schließlich bis auf den dritten Rang hinter Watson zurück.
In der 18. Runde überholte Regazzoni, der sich zuvor an Andretti und Pryce vorbeigekämpft hatte, den drittplatzierten Peterson. Die Reihenfolge änderte sich daraufhin über mehrere Runden nur unwesentlich, bis Watson im 48. Umlauf aufgrund eines Getriebeschadens ausfiel.
Hunt gewann knapp vor Regazzoni, der zwar deutlich auf aufgeholt hatte, jedoch nicht an ihm vorbeigekommen war. Aufgrund eines Fehlers im Öldrucksystem war Peterson in der 53. Runde ausgeschieden, wodurch der dritte Platz letztendlich an Andretti ging.

## Meldeliste
| Team                                   | Nr. | Fahrer                   | Chassis         | Motor                     | Reifen |
| -------------------------------------- | --- | ------------------------ | --------------- | ------------------------- | ------ |
| Scuderia Ferrari SpA SEFAC             | 02  | Clay Regazzoni           | Ferrari 312T2   | Ferrari 015 3.0 F12       | G      |
| Elf Team Tyrrell                       | 03  | Jody Scheckter           | Tyrrell P34     | Ford Cosworth DFV 3.0 V8  | G      |
| Elf Team Tyrrell                       | 04  | Patrick Depailler        | Tyrrell P34     | Ford Cosworth DFV 3.0 V8  | G      |
| John Player Team Lotus                 | 05  | Mario Andretti           | Lotus 77        | Ford Cosworth DFV 3.0 V8  | G      |
| John Player Team Lotus                 | 06  | Gunnar Nilsson           | Lotus 77        | Ford Cosworth DFV 3.0 V8  | G      |
| Martini Racing                         | 07  | Carlos Reutemann         | Brabham BT45    | Alfa Romeo 115-12 3.0 F12 | G      |
| Martini Racing                         | 08  | Carlos Pace              | Brabham BT45    | Alfa Romeo 115-12 3.0 F12 | G      |
| Beta Team March                        | 09  | Vittorio Brambilla       | March 761       | Ford Cosworth DFV 3.0 V8  | G      |
| March Engineering                      | 10  | Ronnie Peterson          | March 761       | Ford Cosworth DFV 3.0 V8  | G      |
| March Engineering                      | 34  | Hans-Joachim Stuck       | March 761       | Ford Cosworth DFV 3.0 V8  | G      |
| Marlboro Team McLaren                  | 11  | James Hunt               | McLaren M23     | Ford Cosworth DFV 3.0 V8  | G      |
| Marlboro Team McLaren                  | 12  | Jochen Mass              | McLaren M26     | Ford Cosworth DFV 3.0 V8  | G      |
| Shadow Racing Team                     | 16  | Tom Pryce                | Shadow DN8      | Ford Cosworth DFV 3.0 V8  | G      |
| Shadow Racing Team                     | 17  | Jean-Pierre Jarier       | Shadow DN5B     | Ford Cosworth DFV 3.0 V8  | G      |
| Team Surtees                           | 18  | Conny Andersson          | Surtees TS19    | Ford Cosworth DFV 3.0 V8  | G      |
| Team Surtees                           | 19  | Alan Jones               | Surtees TS19    | Ford Cosworth DFV 3.0 V8  | G      |
| Walter Wolf Racing                     | 20  | Arturo Merzario          | Williams FW05   | Ford Cosworth DFV 3.0 V8  | G      |
| Team Ensign                            | 22  | Jacky Ickx               | Ensign N176     | Ford Cosworth DFV 3.0 V8  | G      |
| Hesketh Racing                         | 24  | Harald Ertl              | Hesketh 308D    | Ford Cosworth DFV 3.0 V8  | G      |
| Hesketh Racing with Rizla Penthouse    | 25  | Rolf Stommelen           | Hesketh 308D    | Ford Cosworth DFV 3.0 V8  | G      |
| Ligier Gitanes                         | 26  | Jacques Laffite          | Ligier JS5      | Matra MS73 3.0 V12        | G      |
| HB Bewaking Alarm Systems              | 27  | Larry Perkins            | Boro 001        | Ford Cosworth DFV 3.0 V8  | G      |
| Citibank Team Penske                   | 28  | John Watson              | Penske PC4      | Ford Cosworth DFV 3.0 V8  | G      |
| Copersucar-Fittipaldi                  | 30  | Emerson Fittipaldi       | Copersucar FD04 | Ford Cosworth DFV 3.0 V8  | G      |
| Team Norev Racing with BS Fabrications | 38  | Henri Pescarolo          | Surtees TS19    | Ford Cosworth DFV 3.0 V8  | G      |
| F&S Properties                         | 39  | Boy Hayje                | Penske PC3      | Ford Cosworth DFV 3.0 V8  | G      |
| Scuderia Gulf Rondini                  | 40  | Alessandro Pesenti-Rossi | Tyrrell 007     | Ford Cosworth DFV 3.0 V8  | G      |

## Klassifikationen

### Startaufstellung
| Pos. | Fahrer                   | Konstrukteur       | Zeit    | Ø-Geschwindigkeit | Start |
| ---- | ------------------------ | ------------------ | ------- | ----------------- | ----- |
| 01   | Ronnie Peterson          | March-Ford         | 1:21,31 | 187,106 km/h      | 01    |
| 02   | James Hunt               | McLaren-Ford       | 1:21,39 | 186,922 km/h      | 02    |
| 03   | Tom Pryce                | Shadow-Ford        | 1:21,55 | 186,555 km/h      | 03    |
| 04   | John Watson              | Penske-Ford        | 1:21,62 | 186,395 km/h      | 04    |
| 05   | Clay Regazzoni           | Ferrari            | 1:21,85 | 185,872 km/h      | 05    |
| 06   | Mario Andretti           | Lotus-Ford         | 1:21,88 | 185,804 km/h      | 06    |
| 07   | Vittorio Brambilla       | March-Ford         | 1:21,88 | 185,804 km/h      | 07    |
| 08   | Jody Scheckter           | Tyrrell-Ford       | 1:21,91 | 185,736 km/h      | 08    |
| 09   | Carlos Pace              | Brabham-Alfa Romeo | 1:22,03 | 185,464 km/h      | 09    |
| 10   | Jacques Laffite          | Ligier-Matra       | 1:22,06 | 185,396 km/h      | 10    |
| 11   | Jacky Ickx               | Ensign-Ford        | 1:22,13 | 185,238 km/h      | 11    |
| 12   | Carlos Reutemann         | Brabham-Alfa Romeo | 1:22,16 | 185,170 km/h      | 12    |
| 13   | Gunnar Nilsson           | Lotus-Ford         | 1:22,16 | 185,170 km/h      | 13    |
| 14   | Patrick Depailler        | Tyrrell-Ford       | 1:22,27 | 184,923 km/h      | 14    |
| 15   | Jochen Mass              | McLaren-Ford       | 1:22,48 | 184,452 km/h      | 15    |
| 16   | Alan Jones               | Surtees-Ford       | 1:22,51 | 184,385 km/h      | 16    |
| 17   | Emerson Fittipaldi       | Copersucar-Ford    | 1:22,55 | 184,296 km/h      | 17    |
| 18   | Hans-Joachim Stuck       | March-Ford         | 1:22,59 | 184,206 km/h      | 18    |
| 19   | Larry Perkins            | Boro-Ford          | 1:23,10 | 183,076 km/h      | 19    |
| 20   | Jean-Pierre Jarier       | Shadow-Ford        | 1:23,18 | 182,900 km/h      | 20    |
| 21   | Boy Hayje                | Penske-Ford        | 1:23,26 | 182,724 km/h      | 21    |
| 22   | Henri Pescarolo          | Surtees-Ford       | 1:23,55 | 182,090 km/h      | 22    |
| 23   | Arturo Merzario          | Wolf-Williams-Ford | 1:24,09 | 180,920 km/h      | 23    |
| 24   | Harald Ertl              | Hesketh-Ford       | 1:24,37 | 180,320 km/h      | 24    |
| 25   | Rolf Stommelen           | Hesketh-Ford       | 1:24,71 | 179,596 km/h      | 25    |
| 26   | Conny Andersson          | Surtees-Ford       | 1:24,74 | 179,533 km/h      | 26    |
| DNQ  | Alessandro Pesenti-Rossi | Tyrrell-Ford       | 1:26,01 | 176,882 km/h      | –     |

### Rennen
| Pos. | Fahrer             | Konstrukteur       | Runden | Stopps | Zeit       | Start | Schnellste Runde |
| ---- | ------------------ | ------------------ | ------ | ------ | ---------- | ----- | ---------------- |
| 01   | James Hunt         | McLaren-Ford       | 75     | 0      | 1:44:52,09 | 02    | 1:23,14          |
| 02   | Clay Regazzoni     | Ferrari            | 75     | 0      | + 0,92     | 05    | 1:22,59 (49.)    |
| 03   | Mario Andretti     | Lotus-Ford         | 75     | 0      | + 2,09     | 06    | 1:22,88          |
| 04   | Tom Pryce          | Shadow-Ford        | 75     | 0      | + 6,94     | 03    | 1:23,13          |
| 05   | Jody Scheckter     | Tyrrell-Ford       | 75     | 0      | + 22,46    | 08    | 1:23,07          |
| 06   | Vittorio Brambilla | March-Ford         | 75     | 0      | + 45,03    | 07    | 1:23,63          |
| 07   | Patrick Depailler  | Tyrrell-Ford       | 75     | 0      | + 59,45    | 14    | 1:23,58          |
| 08   | Alan Jones         | Surtees-Ford       | 74     | 0      | + 1 Runde  | 16    | 1:23,50          |
| 09   | Jochen Mass        | McLaren-Ford       | 74     | 0      | + 1 Runde  | 15    | 1:23,69          |
| 10   | Jean-Pierre Jarier | Shadow-Ford        | 74     | 0      | + 1 Runde  | 20    | 1:24,58          |
| 11   | Henri Pescarolo    | Surtees-Ford       | 74     | 0      | + 1 Runde  | 22    | 1:25,19          |
| 12   | Rolf Stommelen     | Hesketh-Ford       | 72     | 0      | + 3 Runden | 25    | 1:24,16          |
| –    | Jacky Ickx         | Ensign-Ford        | 66     | 0      | DNF        | 11    | 1:23,01          |
| –    | Boy Hayje          | Penske-Ford        | 63     | 1      | DNF        | 21    | 1:24,69          |
| –    | Carlos Pace        | Brabham-Alfa Romeo | 53     | 0      | DNF        | 09    | 1:23,88          |
| –    | Jacques Laffite    | Ligier-Matra       | 53     | 0      | DNF        | 10    | 1:23,98          |
| –    | Ronnie Peterson    | March-Ford         | 52     | 0      | DNF        | 01    | 1:23,29          |
| –    | Harald Ertl        | Hesketh-Ford       | 49     | 0      | DNF        | 24    | 1:25,36          |
| –    | John Watson        | Penske-Ford        | 47     | 0      | DNF        | 04    | 1:23,10          |
| –    | Larry Perkins      | Boro-Ford          | 44     | 0      | DNF        | 19    | 1:24,09          |
| –    | Emerson Fittipaldi | Copersucar-Ford    | 40     | 0      | DNF        | 17    | 1:23,76          |
| –    | Carlos Reutemann   | Brabham-Alfa Romeo | 11     | 0      | DNF        | 12    | 1:25,43          |
| –    | Gunnar Nilsson     | Lotus-Ford         | 10     | 0      | DNF        | 13    | 1:23,45          |
| –    | Hans-Joachim Stuck | March-Ford         | 9      | 0      | DNF        | 18    | 1:24,79          |
| –    | Conny Andersson    | Surtees-Ford       | 9      | 0      | DNF        | 26    | 1:25,74          |
| –    | Arturo Merzario    | Wolf-Williams-Ford | 5      | 0      | DNF        | 23    | 1:27,50          |

## WM-Stände nach dem Rennen
Die ersten sechs des Rennens bekamen 9, 6, 4, 3, 2 bzw. 1 Punkt(e). Es zählten nur die besten sieben Ergebnisse aus den ersten acht Rennen und die besten sieben Ergebnisse aus den letzten acht Rennen. In der Konstrukteurswertung zählte nur das Ergebnis des bestplatzierten Fahrers eines Teams.

### Fahrerwertung
| Pos. | Fahrer             | Konstrukteur               | Punkte |
| ---- | ------------------ | -------------------------- | ------ |
| 01   | Niki Lauda         | Ferrari                    | 61     |
| 02   | James Hunt         | McLaren-Ford               | 47     |
| 03   | Jody Scheckter     | Tyrrell-Ford               | 38     |
| 04   | Patrick Depailler  | Tyrrell-Ford               | 26     |
| 05   | Clay Regazzoni     | Ferrari                    | 22     |
| 06   | John Watson        | Penske-Ford                | 19     |
| 07   | Jacques Laffite    | Ligier-Matra               | 16     |
| 08   | Jochen Mass        | McLaren-Ford               | 14     |
| 09   | Gunnar Nilsson     | Lotus-Ford                 | 10     |
| 10   | Tom Pryce          | Shadow-Ford                | 10     |
| 11   | Mario Andretti     | Lotus-Ford / Parnelli-Ford | 9      |
| 12   | Carlos Pace        | Brabham-Alfa Romeo         | 7      |
| 13   | Hans-Joachim Stuck | March-Ford                 | 6      |
| 14   | Alan Jones         | Surtees-Ford               | 4      |
| 15   | Carlos Reutemann   | Brabham-Alfa Romeo         | 3      |
| 16   | Emerson Fittipaldi | Copersucar-Ford            | 3      |
| 17   | Chris Amon         | Ensign-Ford                | 2      |
| 18   | Rolf Stommelen     | Brabham-Alfa Romeo         | 1      |
| 19   | Ronnie Peterson    | Lotus-Ford / March-Ford    | 1      |
| 20   | Vittorio Brambilla | March-Ford                 | 1      |
| 21   | Harald Ertl        | Hesketh-Ford               | 0      |

| Pos. | Fahrer                   | Konstrukteur                    | Punkte |
| ---- | ------------------------ | ------------------------------- | ------ |
| 22   | Jean-Pierre Jarier       | Shadow-Ford                     | 0      |
| 23   | Jacky Ickx               | Wolf-Williams-Ford              | 0      |
| 24   | Larry Perkins            | Boro-Ford                       | 0      |
| 25   | Arturo Merzario          | March-Ford / Wolf-Williams-Ford | 0      |
| 26   | Renzo Zorzi              | Wolf-Williams-Ford              | 0      |
| 27   | Henri Pescarolo          | Surtees-Ford                    | 0      |
| 28   | Michel Leclère           | Wolf-Williams-Ford              | 0      |
| 29   | Bob Evans                | Lotus-Ford                      | 0      |
| 30   | Ingo Hoffmann            | Copersucar-Ford                 | 0      |
| 31   | Brett Lunger             | Surtees-Ford                    | 0      |
| 32   | Alessandro Pesenti-Rossi | Tyrrell-Ford                    | 0      |
| 33   | Loris Kessel             | Brabham-Ford                    | 0      |
| 34   | Lella Lombardi           | March-Ford / Brabham-Ford       | 0      |
| 35   | Guy Edwards              | Hesketh-Ford                    | 0      |
| 36   | Patrick Nève             | Brabham-Ford                    | 0      |
| –    | Ian Ashley               | B.R.M.                          | 0      |
| –    | Ian Scheckter            | Tyrrell-Ford                    | 0      |
| –    | Hans Binder              | Ensign-Ford                     | 0      |
| –    | Boy Hayje                | Penske-Ford                     | 0      |
| –    | Conny Andersson          | Surtees-Ford                    | 0      |

### Konstrukteurswertung
| Pos. | Konstrukteur       | Punkte |
| ---- | ------------------ | ------ |
| 01   | Ferrari            | 70     |
| 02   | McLaren-Ford       | 53     |
| 03   | Tyrrell-Ford       | 51     |
| 04   | Penske-Ford        | 19     |
| 05   | Ligier-Matra       | 16     |
| 06   | Lotus-Ford         | 16     |
| 07   | Shadow-Ford        | 10     |
| 08   | Brabham-Alfa Romeo | 9      |
| 09   | March-Ford         | 8      |

| Pos. | Konstrukteur       | Punkte |
| ---- | ------------------ | ------ |
| 10   | Surtees-Ford       | 4      |
| 11   | Copersucar-Ford    | 3      |
| 12   | Ensign-Ford        | 2      |
| 13   | Parnelli-Ford      | 1      |
| 14   | Wolf-Williams-Ford | 0      |
| 15   | Hesketh-Ford       | 0      |
| 16   | Boro-Ford          | 0      |
| 17   | Brabham-Ford       | 0      |
| –    | B.R.M.             | 0      |